# Чемпіонат України з настільного тенісу 2015
Чемпіонат України з настільного тенісу 2015 року — особисто-командна першість України з настільного тенісу, що відбулась з 26 лютого по 1 березня 2015 року в місті Жовква (Львівська область) під егідою Федерації настільного тенісу України (ФНТУ).
Змагання проходили в спортивному залі клубу «ЛІРС» по вулиці Воїнів УПА, 22а.

## Переможці
- Командна першість. Чоловіки:

1. Київ-1 (Євген Прищепа, Віктор Єфімов).
2. Львівська область-1 (Олександр Дідух, Олександр Тимофєєв, Юрій Надольний).
3. Полтавська область (Іван Катков, Геннадій Закладний, Олександр Ковальов).

- Командна першість. Жінки:

1. Харківська область (Тетяна Біленко, Ганна Гапонова, Тетяна Татьяніна).
2. Запорізька область (Євгенія Васильєва, Марина Усачова).
3. Львівська область-1 (Ірина Моцик, Соломія Братейко).

- Особиста першість. Чоловіки:

1. Лей Коу (Донецьк).
2. Віктор Єфімов (Київ).
3. Ярослав Жмуденко (Умань), Іван Катков (Полтава).

- Особиста першість. Жінки:

1. Маргарита Песоцька (Київ).
2. Тетяна Біленко (Харків).
3. Ганна Фарладанська (Одеса), Ганна Гапонова (Харків).

- Парний жіночий розряд:

1. Ганна Фарладанська — Валерія Степановська.
2. Ганна Гапонова — Тетяна Біленко.
3. Соломія Братейко — Ірина Моцик; Аліна Шворак — Катерина Кізюк.

- Парний чоловічий розряд:

1. Євген Прищепа — Олександр Дідух.
2. Дмитро Писар — Віктор Ефімов.
3. Коу Лей — Ярослав Жмуденко; Іван Катков — Геннадій Закладний.

- Парний змішаний розряд:

1. Іван Катков — Ганна Гапонова.
2. Олександр Дідух — Тетяна Біленко.
3. Кирил Самокіш — Соломія Братейко; Богдан Когут — Ірина Моцик.